# Ylimmäinen (sjö i Sonkajärvi, Norra Savolax, Finland)
Ylimmäinen eller Ylimäinen Kolmisoppi är en sjö i Finland. Den ligger i kommunen Sonkajärvi i landskapet Norra Savolax, i den centrala delen av landet, 400 km norr om huvudstaden Helsingfors. Ylimmäinen ligger 150,7 meter över havet. Den ligger vid sjön Alimainen Kolmisoppi. I omgivningarna runt Ylimmäinen växer i huvudsak blandskog. Den är 2,41 meter djup. Arean är 68,4 hektar och strandlinjen är 6,63 kilometer lång. Sjön  ingår i Vuoksens huvudavrinningsområde. 